# Вулиця Стрілка (Шманьківці)
Вулиця Стрілка — вулиця у селі Шманьківцях (Заводська селищна громада, Чортківський район, Тернопільська область, Україна). Найдавніша вулиця села. Починається від вулиці Степана Чарнецького і продовжуються вулицею Січових Стрільців.

## Географія
Розташована в південній частині села.

## Назва
Жителі Шманьківців зауважили, що вулиця була рівною, як стріла, а потім, можливо, вона змінювалася і назвали її Стрілка.

## Історія

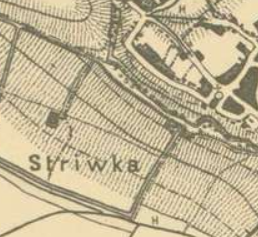
Стрівка на австрійській топографічній мапі, 1869—1887 рр.

У XIX ст. на місці вулиці існувало село Стрівка, яке згодом увійшло до Шманьківців.
Восени 1954 року вулиця майже повністю згоріла.
3 листопада 2013 року мешканці вулиці відзначали її день. Ініціаторами проведення свята стали будівельник Зеновій Халанич та Михайло Мацьків, руками якого разом з сільським головою були виготовлені таблички із назвою вулиці і номером будинку, а депутат сільської ради Михайло Нікорович встановив їх напередодні свята. Місцем проведення свята вулиці було обрано колишнє обійстя Іжевських.

## Водойми
З південного боку вулиці бере свій початок потічок Самець.

## Установи
- Церква святих безсрібників Косми і Даміана[7][8]